# Raffaello (cukrovinka)
Raffaello je kokosovo-mandlová cukrovinka ve tvaru koule, kterou italský výrobce Ferrero uvedl na trh v roce 1990. Je složena z duté oplatky kulového tvaru, plněné bílým mléčným krémem a blanšírovanými mandlemi. Oplatka je obklopena vrstvou kokosu. Raffaello neobsahuje čokoládu. Obsahuje nicméně laktózu, takže není vhodné pro spotřebitele s intolerancí laktózy.
Bonbóny Raffaello jsou vyráběny následujícími továrnami Ferrero: Vladimir, Rusko; Brantford, Kanada; a Arlon, Belgie. Rusko je pro Ferrero trhem s nejvyššími prodeji cukrovinky Raffaello.